# Alamor
Alamor, también conocida como San Jacinto de Alamor, es una ciudad ecuatoriana, cabecera cantonal del Cantón Puyango, perteneciente a la Provincia de Loja. Se localiza al sur de la región interandina del Ecuador, en los flancos externos de la cordillera occidental de los Andes. En el censo de 2022 tenía una población de 5981 habitantes, lo que la convierte en la centésima trigésima segunda ciudad más poblada del país.

## Situación geográfica
En el extremo sur-occidental de la provincia de Loja, se encuentra el cantón Puyango; limita al norte con el cantón Paltas y la provincia de El Oro, al sur con los cantones de Celica y Pindal, al este con parte de Celica y Paltas y al oeste con Zapotillo y la república del Perú. Alamor está a 214 km de la capital provincial y 140 km de la ciudad de Machala.
Latitud 4´02´S
Longitud 80´01´W
Altura 1080 m sobre el nivel del mar
Temperatura media 26 °C
Superficie 643 km²
Población 16.804 habitantes

Dos cordilleras sobresalen en territorio puyanguense: La de Alamor y la de los Obreros en la que predominan el Cerro Negro y Curiachi. La cordillera de El Limo se divide en los ramales; Canoas, Pueblo Nuevo, Banderones, Gentil y Achiral. Los ríos: Puyango, el más caudaloso, sirve de límite con el Oro y Perú, desemboca en el Océano Pacífico con el nombre de río Tumbes; el río Alamor nace en las estribaciones de la cordillera de Guachanamá, en su recorrido pasa por los cantones Pindal y Zapotillo y deposita sus aguas en el Océano Pacífico, además tenemos importantes quebradas como la del Ingenio, Cochurco, Shoa, (Tunima).

## División política
Puyango tiene seis parroquias: 1 urbana (Alamor, cabecera cantonal) y cinco rurales: Vicentino, Mercadillo, El Limo, Ciano y El Arenal.
Símbolos
Escudo Está dividido en cuatro cuarteles, en ellos se destacan; el río Puyango, el sol, la bandera del cantón, herramientas de labranza y la ganadería bovina. En la parte exterior tenemos una rama de café y una planta de maíz, principales productos agrícolas de la zona y un lazo donde va su nombre y la fecha de cantonización
Bandera Comprende tres franjas horizontales de una misma dimensión, sus colores son: amarillo en la parte superior, verde en el centro y blanco en la parte inferior.
Himno El Dr. Luis Antonio Aguirre párroco de Alamor es el autor del himno a la parroquia Alamor. El escudo y la bandera de Puyango, fueron aprobados en sesión solemne del 23 de enero de 1966. En 1979 el Dr. Marcelo Reyes Orellana, escribe la letra del actual himno a Puyango que fue oficializado por la cámara Edilicia el 3 de diciembre de 1989.

## Clima
Puyango goza de un clima cálido en la mayor parte de su territorio y templado en las partes más altas de la cordillera de Celica. En las partes bajas la temperatura alcanza los 32 °C, y en las partes de cordillera la temperatura fluctúa entre los 14 °C y 22 °C, este cantón está ubicado en la zona de régimen costa.
Alamor esta a 1.300 m s. n. m. y tiene un clima tropical, con una temperatura promedio de 22 °C, lo que le da un clima agradable que fluctúa entre 15 °C y 29 °C.
La  temporada  lluviosa  es muy húmeda, se presenta de enero a mayo, sin embargo tiene humedad todo el año, durante la temporada seca no caen precipitaciones significativas, en Alamor las noches son frescas y se presenta la neblina de forma constante, la parte más despejada del año va desde mediados de junio a finales de noviembre.
El clima es cálido y no presenta variaciones importantes a lo largo del año, los años más secos no superan los 800 mm de precipitación acumulada, pero por la altitud y debido a las corrientes procedentes de la costa ecuatoriana Alamor presenta precipitaciones abundantes por al menos cinco meses al año.

En las partes bajas el clima es bien seco y cálido con temperaturas superiores a los 30 °C. La sequía es un mal que afecta de igual forma a gran parte del cantón.
| Parámetros climáticos promedio de Alamor, Ecuador | Parámetros climáticos promedio de Alamor, Ecuador | Parámetros climáticos promedio de Alamor, Ecuador | Parámetros climáticos promedio de Alamor, Ecuador | Parámetros climáticos promedio de Alamor, Ecuador | Parámetros climáticos promedio de Alamor, Ecuador | Parámetros climáticos promedio de Alamor, Ecuador | Parámetros climáticos promedio de Alamor, Ecuador | Parámetros climáticos promedio de Alamor, Ecuador | Parámetros climáticos promedio de Alamor, Ecuador | Parámetros climáticos promedio de Alamor, Ecuador | Parámetros climáticos promedio de Alamor, Ecuador | Parámetros climáticos promedio de Alamor, Ecuador | Parámetros climáticos promedio de Alamor, Ecuador |
| Mes                                               | Ene.                                              | Feb.                                              | Mar.                                              | Abr.                                              | May.                                              | Jun.                                              | Jul.                                              | Ago.                                              | Sep.                                              | Oct.                                              | Nov.                                              | Dic.                                              | Anual                                             |
| ------------------------------------------------- | ------------------------------------------------- | ------------------------------------------------- | ------------------------------------------------- | ------------------------------------------------- | ------------------------------------------------- | ------------------------------------------------- | ------------------------------------------------- | ------------------------------------------------- | ------------------------------------------------- | ------------------------------------------------- | ------------------------------------------------- | ------------------------------------------------- | ------------------------------------------------- |
| Temp. máx. abs. (°C)                              | 31.6                                              | 32.6                                              | 32.5                                              | 32.6                                              | 32.7                                              | 32.5                                              | 31.0                                              | 32.5                                              | 33.0                                              | 34.0                                              | 32.7                                              | 32.7                                              | 32.5                                              |
| Temp. máx. media (°C)                             | 26.0                                              | 25.0                                              | 25.4                                              | 25.7                                              | 26.9                                              | 26.7                                              | 26.5                                              | 27.5                                              | 27.8                                              | 28.0                                              | 28.2                                              | 27.9                                              | 26.5                                              |
| Temp. media (°C)                                  | 21.8                                              | 22.0                                              | 22.1                                              | 22.2                                              | 22.6                                              | 22.8                                              | 22.2                                              | 23.0                                              | 23.4                                              | 23.6                                              | 23.5                                              | 22.0                                              | 22.5                                              |
| Temp. mín. media (°C)                             | 17.0                                              | 17.0                                              | 17.0                                              | 17.0                                              | 16.0                                              | 16.0                                              | 16.0                                              | 16.0                                              | 16.0                                              | 16.0                                              | 16.0                                              | 16.0                                              | 16.8                                              |
| Temp. mín. abs. (°C)                              | 15.0                                              | 14.0                                              | 14.0                                              | 13.0                                              | 13.0                                              | 12.0                                              | 12.0                                              | 12.5                                              | 12.0                                              | 12.0                                              | 12.0                                              | 12.0                                              | 14.0                                              |
| Precipitación total (mm)                          | 189                                               | 294                                               | 290                                               | 255                                               | 101                                               | 21.1                                              | 8.3                                               | 0.9                                               | 2.6                                               | 4.3                                               | 15.4                                              | 21.5                                              | 1203.1                                            |
| Días de precipitaciones (≥ 1.0 mm)                | 22                                                | 25                                                | 26                                                | 22                                                | 18                                                | 6                                                 | 4                                                 | 1                                                 | 1                                                 | 3                                                 | 5                                                 | 6                                                 | 138                                               |
| Fuente n.º 1: World Meteorological Organization   |                                                   |                                                   |                                                   |                                                   |                                                   |                                                   |                                                   |                                                   |                                                   |                                                   |                                                   |                                                   |                                                   |
| Fuente n.º 2: NOAA                                |                                                   |                                                   |                                                   |                                                   |                                                   |                                                   |                                                   |                                                   |                                                   |                                                   |                                                   |                                                   |                                                   |

## Producción
Los productos son : Principalmente el café, seguido de la caña de azúcar, entre otros.

## Vías de comunicación
Principales: Loja - Empalme - Celica - Alamor y Arenillas - Alamor - Pindal - Zapotillo - Puente Internacional Lalamor
Secundarias: Alamor - Vicentino - Ciano - Arenal y Alamor - El Limo - Mangahurco.

## Fiestas cívicas y religiosas
- 23 de enero, aniversario de cantonización de Puyango.
- 16 de julio, fiesta comercial y religiosa en homenaje a la Virgen de El Carmen.
- 15 de agosto, fiesta comercial y religiosa en homenaje a la Virgen de la Asunción.
- 14 de septiembre fiesta comercial y religiosa en honor a nuestro Señor de Girón, en Mercadillo.
- 8 de diciembre, fiesta comercial y religiosa en honor a la Inmaculada Concepción.